# Кыльпюрма
Кыльпюрма (устар. Кый-Пюрма) — река в России, протекает по территории Красноселькупского района Ямало-Ненецкого автономного округа. Начинается в небольшом болоте, затем течёт на север и сближается с рекой Покалькы; в этом месте расположено урочище Пияльмаркы. Затем протекает мимо урочища и болота Косальмачилькэлькы. В низовьях река пересекает болото Тольтычисэр, на её левом берегу находится урочище Тольтычисэк. Устье реки находится в 27 км по левому берегу реки Покалькы на высоте 47 метров над уровнем моря. Длина реки составляет 52 км.

## Данные водного реестра
По данным государственного водного реестра России относится к Нижнеобскому бассейновому округу, водохозяйственный участок реки — Таз, речной подбассейн реки — подбассейн отсутствует. Речной бассейн реки — Таз.
По данным геоинформационной системы водохозяйственного районирования территории РФ, подготовленной Федеральным агентством водных ресурсов:
- Код водного объекта в государственном водном реестре — 15050000112115300064485
- Код по гидрологической изученности (ГИ) — 115306448
- Код бассейна — 15.05.00.001
- Номер тома по ГИ — 15
- Выпуск по ГИ — 3